# Anna Ferraro
Anna Ferraro (Padova, 20 giugno 1976) è una schermitrice italiana, specializzata nella sciabola. Ha vinto una medaglia d'oro, una d'argento ed una di bronzo ai Campionati mondiali di scherma.

## Palmarès

### Risultati élite
In carriera ha ottenuto i seguenti risultati:
Mondiali
Individuale
- Bronzo nella sciabola a Seul 1999

A squadre
- Oro nella sciabola a Seul 1999
- Argento nella sciabola a Budapest 2000

Europei
Individuale
A squadre
- Bronzo nella sciabola a Funchal 2000

Universiadi
Individuale
A squadre
- Bronzo nella sciabola a Pechino 2001

Campionati Italiani
Individuale
- Oro nella sciabola a Firenze 1999

A squadre